# 莫尔卢波
莫尔卢波（義大利語：Morlupo），是意大利拉齐奥大区罗马首都广域市的一个市镇。总面积23.86平方公里，人口8356人，人口密度350.2人/平方公里（2009年）。ISTAT代码为058068。